# 贝拉维利耶
贝拉维利耶（法語：Bellavilliers，法語發音：[bɛlavilje] ⓘ）是法国奥恩省的一个市镇，属于莫尔塔涅欧佩什区。

## 地理
贝拉维利耶（48°25'24"N, 0°29'51"E）面积15.73 平方千米，位于法国诺曼底大区奧恩省，该省份为法国西北部内陆省份，北起顺时针与卡爾瓦多斯省、厄尔省、厄尔-卢瓦省、萨尔特省、马耶讷省和芒什省接壤。
与贝拉维利耶接壤的市镇（或旧市镇、城区）包括：圣茹安德布拉武、勒潘拉加雷讷、佩尔什地区贝尔福雷。

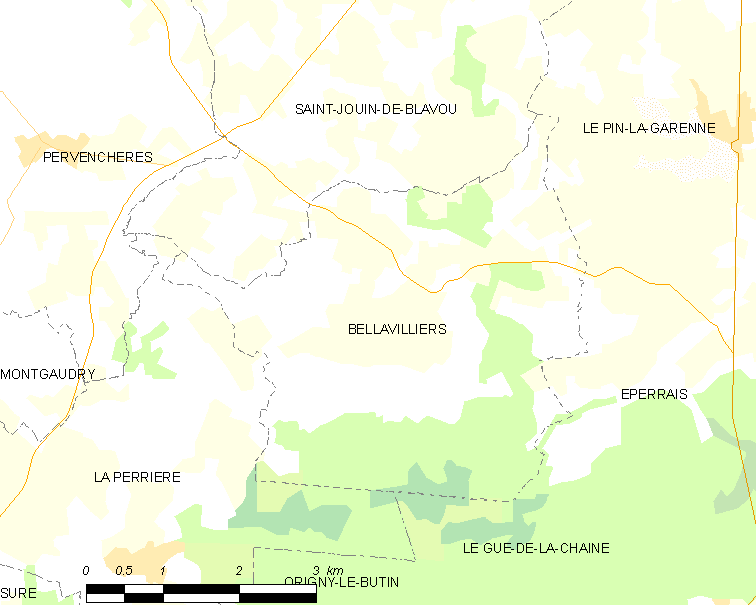
贝拉维利耶的OSM定位图

贝拉维利耶的时区为UTC+01:00、UTC+02:00（夏令时）。

## 行政
贝拉维利耶的邮政编码为61360，INSEE市镇编码为61037。

## 政治
贝拉维利耶所属的省级选区为莫尔塔涅欧佩什县。

## 人口

1962-2008年间贝拉维利耶人口变化图示

贝拉维利耶于2022年1月1日时的人口数量为135人。